# Portáš

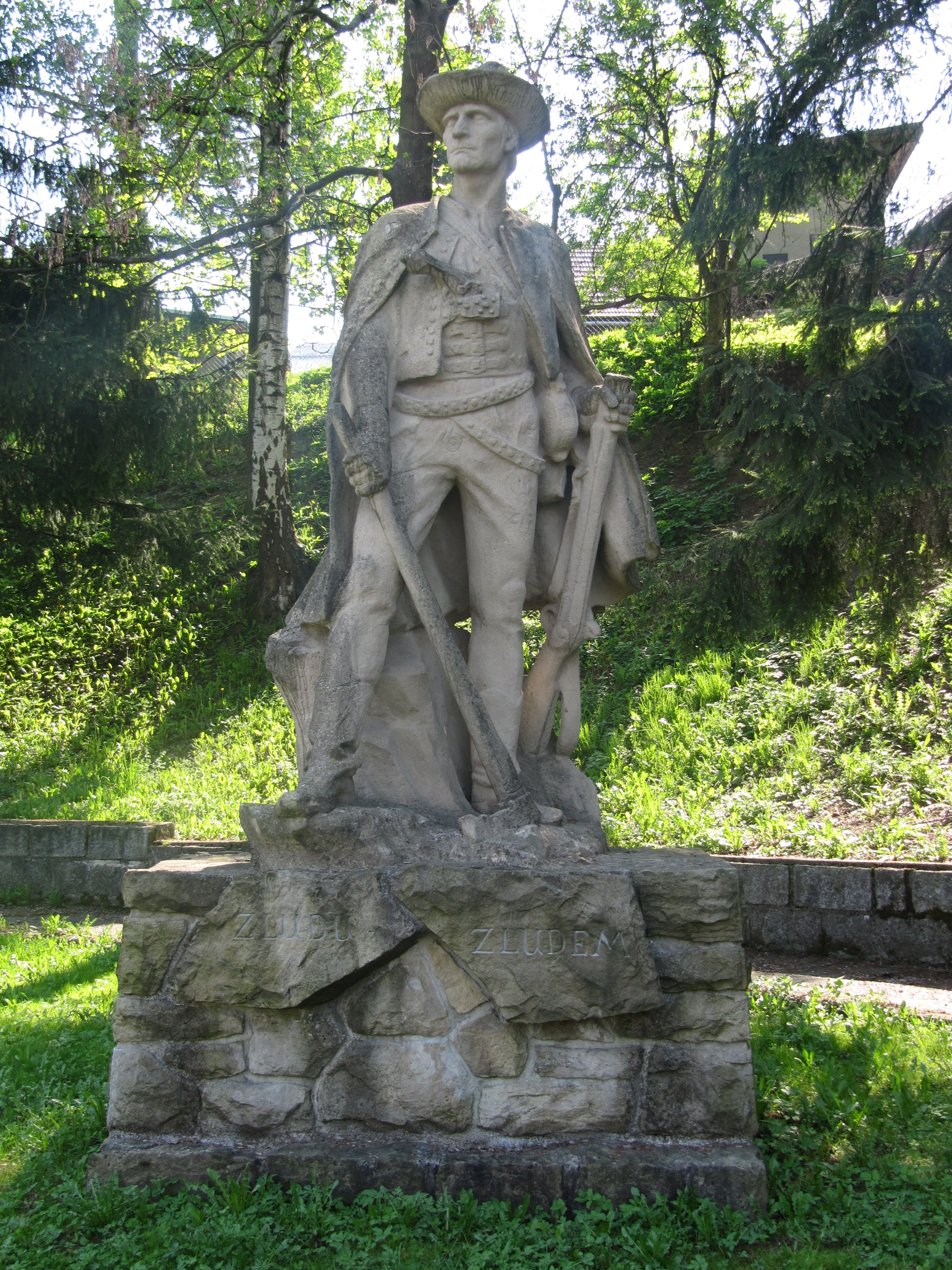
Socha portáše z roku 1941 v Jasenné u Vizovic

Portáš je označení pro příslušníka bezpečnostního sboru portášů, který byl ustanoven v 17. století jako ozbrojená jednotka, strážící moravsko-uherskou hranici. Portáši se primárně podíleli na ochraně hranic před nepřátelskými vpády, potírali lupiče a pašeráky. V čele sboru stál od roku 1717 poručík (lajtnant), následovaný šikovatelem (feldvébl), mladším šikovatelem a pěticí desátníků. Sbor byl definitivně rozpuštěn v roce 1830.
Fenomén portášů našel odezvu i v lidové kultuře moravského Valašska, kde se portášské motivy projevují jak ve výtvarném, tak v literárním a hudebním umění.

## Název
Původní název oddílu, věrní Valaši, byl v průběhu 17. století nahrazován slovem portáš/portáši (Portowny, Portownik atp). V německém jazyce je sbor jmenován jako Kreisportatschen (1663) či wallachischen Portaschen (1667). Samotné slovo vzniklo zřejmě odvozením z latinského slova portarii castri (brána hradu), kterým se označovali strážci uherských šlechtických sídel.
Odvozením od latinského termínu pro bránu (porta), u nichž portarii castri vykonávali svou službu, pak vzniklo jednak označení portovní, jednak jeho obdoba ve formě portas (v maďarštině čti portáš).

## Historie

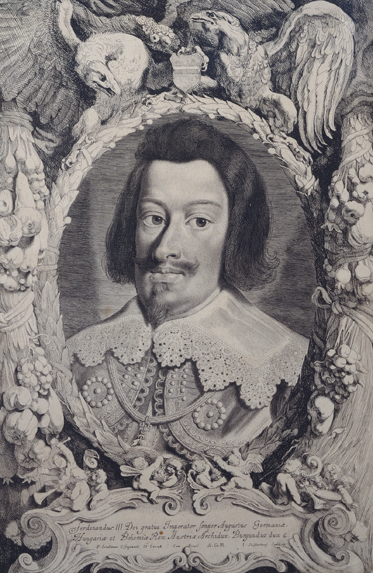
Císař Ferdinand III. Habsburský, zakladatel oddílu věrných Valachů

Po roce 1620, kdy došlo k bitvě na Bílé hoře, se začala bezpečnostní situace na východní Moravě zhoršovat. Některé valašské vesnice, rozkládající se zejména na vsetínském panství, povstaly proti vrchnosti a začaly podporovat habsburské nepřátele. Nepokoje byly doprovázeny loupením a vražděním, což se vrchnost snažila řešit přísliby odměn za každého polapeného delikventa. I přes snahy státu a vrchností však nebyly zásahy vůči zločincům příliš úspěšné a nepokojná situace v regionu přetrvávala i nadále.
V reskriptu, datovaném 31. březnem 1638, nařídil císař Ferdinand III. Habsburský moravskému zemskému hejtmanovi Salmovi najmutí jednoho sta Valachů, ze kterých posléze vznikl oddíl tzv. věrných Valachů, jejichž cílem bylo pacifikovat nepokojnou situaci na východní Moravě. Při tom měl hejtman dát bedlivý pozor, aby rozeznal spolehlivé Valachy od těch nespolehlivých. Po třicetileté válce byl sbor svoláván spíše nárazově, v závislosti na momentální situaci. Dle dochovaných záznamů byli portáši (jak byli nazýváni zhruba od druhé poloviny 17. století) svoláni v letech 1651, 1655-1658, 1660-1669, 1674-1676, 1678, 1680-1681, 1694, 1696 a 1698-1700. Moravskou hranici s Uhrami tak strážili v poměrně složitém období, kdy ji sužovaly časté nájezdy Turků a kuruců, kteří v Uhrách bojovali s habsburskými vojsky.
Nařízeními z let 1666 a 1667 předal císař Leopold I. Habsburský portáše do správy moravského zemského sněmu, který o svolávání a rozpouštění sboru rozhodoval do roku 1717, kdy se z něj stal stálý bezpečnostní sbor. Jejich hlavní úlohou bylo chránit bezpečí osob a majetku v Hradišťském (Vsetín, Vizovice, Valašské Klobouky a Brumov) a Přerovském kraji (Hranice, Valašské Meziříčí a Rožnov pod Radhoštěm). Pohybovali se ale i v dalších krajích, kde naháněli, zatýkali a předváděli zločince do žalářů.
Roku 1769 se post poručíka sboru dostal do rukou Jiřího Křenka, fojta z Valašské Bystřice, jehož působení v čele portášů je považováno za vrcholnou periodu v dějinách celého bezpečnostního sboru. Funkce lajtnanta pak zůstala v držení rodiny Křenků až do roku 1830, kdy byl sbor rozpuštěn. Za hlavní důvod zrušení sboru byla označena finanční náročnost na jeho vydržování (v posledních dvaceti letech fungování měly náklady na vydržování portášů dosáhnout 67.680 zlatých). Určitou roli zde také hrálo zklidnění bezpečnostní situace na moravsko-uherském pomezí. Při propuštění dostal každý dosluhující portáš, podle počtu odsloužených let, jednorázovou odměnu.

### Seznam velitelů sboru
- Jan Maňák (1666 – ?) – zmiňován v Listině najatých věrných Valachů v kraji hradišťském z roku 1666 jako hejtman sboru.[12]

- Jan Josef Schaaden (1717–1735)
- Karel Zikmund Dubský z Třebomyslic (1735–1740/1741)
- Jiří Mikuláštík (1741–1750)
- Václav Černotský (1750–1769)
- Jiří Křenek (1769–1791)
- Jan Křenek (1791–1818)
- Michal Křenek (1818–1830)

## Výzbroj a uniforma
Hlavní výzbrojí portášů byla ručnice zv. těšínka či dříve púlhák s prodlouženou hlavní. Dále nosili valašku, krátkou šavli a přes rameno mošnu na chleba, zvanou sajdák. V ní nebo ve zvláštní kabele mívali provazy. Dále s sebou mívali čutoru a provaz s olověnou koulí na konci, který sloužil při chytání zločinců jako laso, a pak také toulec na prach a olovo. Výzbroj si portáši pořizovali na vlastní náklady.
Oblečeni bývali v obyčejných valašských krojích. Odznaky hodnosti nepoužívali.

## Služba
Každá jednotka se skládala z tzv. desátnictva, tedy deseti mužů. Tato desátnictva byla dislokována zejména na území východní Moravy (např. Valašská Bystřice, Velké Karlovice, Rusava, Jasenná), ale několik z nich se nacházelo též na severní (Čeladná) a jihovýchodní Moravě (Lopeník, Březová). Služba bývala střídavá – pět bylo ve službě, pět doma a po měsíci se vystřídali. Ovšem i ti, kteří zůstávali doma, museli být neustále v pohotovosti. Ke služebním úkonům je svolával lajtnant, který zároveň kontroloval jejich službu a chování. Portáši, kteří bývali ve službě, pak přespávali v panských budovách, dědinách či v tzv. čartákoch, což byly dřevěné boudy umístěné na horách a kopcích.
Jejich hlavní funkcí bylo zamezovat šíření zločinnosti a zbojnictví. V dobách klidu se zaměřovali na všeobecný dohled, případně upozorňovali na možnosti vzniku požáru v chalupách. Později se starali také o chytání dezertérů z vojny či fungovali jako doprovod vojáků do války. Pokud se jim zločinec vzpouzel, mohli ho i zabít, za což se pak zodpovídali u nadřízených, nikoliv u soudu.
V případě šíření dobytčího moru, jako tomu bylo např. v roce 1739, museli se všichni zúčastnit uzavření hranic. Pokud se při této situaci některý z portášů nedostavil ani na třetí zavolání, mohl být okamžitě zastřelen.[zdroj?]